# Cinquefrondi
Cinquefrondi is een gemeente in de Italiaanse provincie Reggio Calabria (regio Calabrië) en telt 6511 inwoners (31-12-2004). De oppervlakte bedraagt 29,8 km², de bevolkingsdichtheid is 222 inwoners per km².

## Demografie
Cinquefrondi telt ongeveer 2231 huishoudens. Het aantal inwoners steeg in de periode 1991-2001 met 0,2% volgens cijfers uit de tienjaarlijkse volkstellingen van ISTAT.
| Jaar | Inwoneraantal |
| ---- | ------------- |
| 1991 | 6450          |
| 2001 | 6461          |

## Geografie
Cinquefrondi grenst aan de volgende gemeenten: Anoia, Giffone, Mammola, Polistena, San Giorgio Morgeto.